# 1920 en Lorraine
Chronologie de la Lorraine
- 1916
- 1917
- 1918
- 1919
- 1920
- 1921
- 1922
- 1923
- 1924

Cette page est une liste d'événements qui se sont produits durant l'année 1920 en Lorraine.

## Éléments de contexte
- Les années 1920 sont fortement marquées en Lorraine par la reconstruction liée aux destructions très importantes liées à la guerre qui vient de s'achever[1].
- La fin de la guerre et donc la baisse des commandes de l'armée créent des difficultés à l'industrie cotonnière fortement concurrencée pas des concurrents américains et égyptiens[2].

## Événements

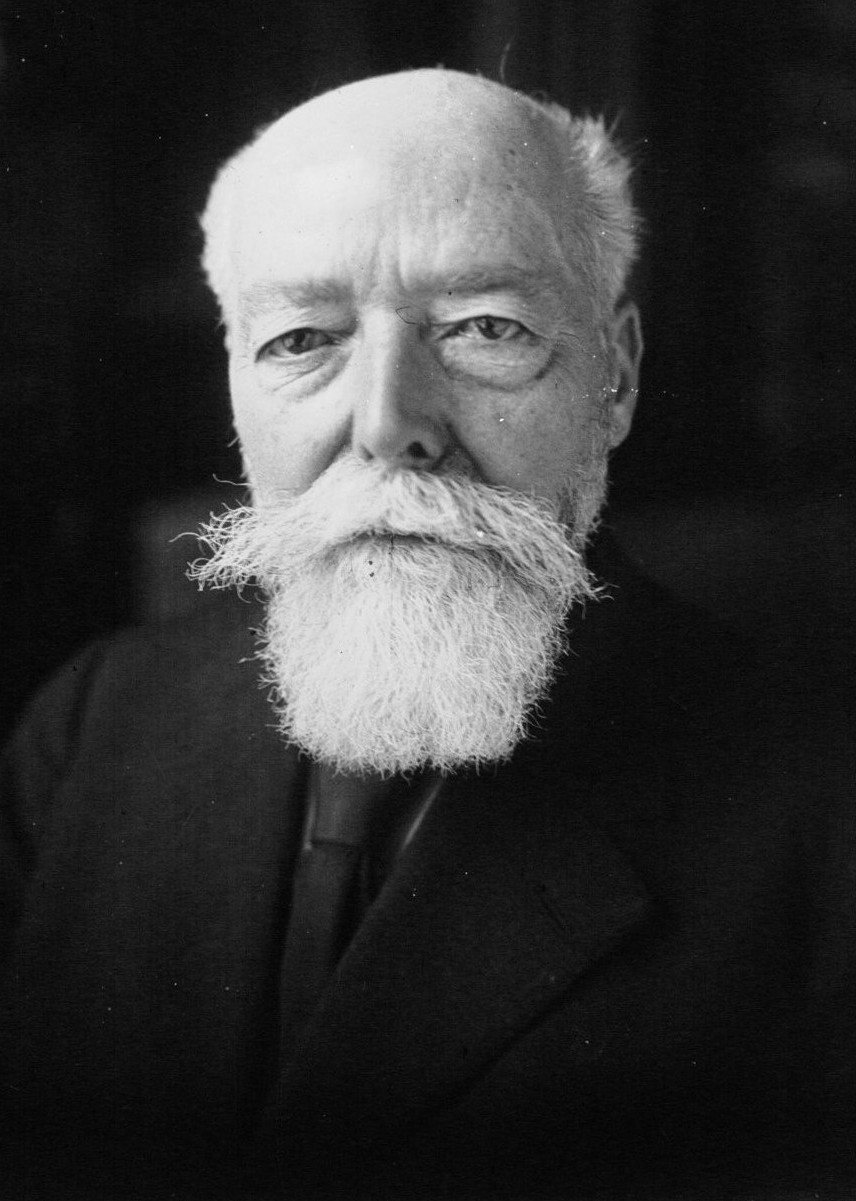
Paul Doumer.

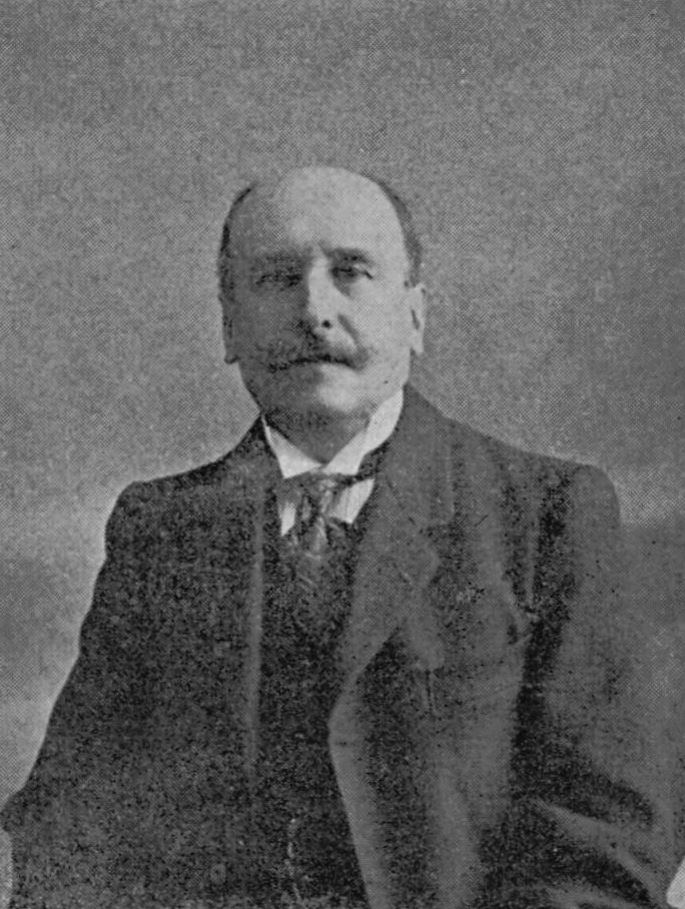
Henri Michaut.

- Léon Epin, archer né à Ceintrey, remporte 3 médailles olympiques : deux médailles d'argent en 33 mètres par équipe et en 50 mètres par équipes ainsi qu'une médaille de bronze en 28 mètres par équipe[3].
- François Walker, né en 1888 à Lunéville, remporte avec l'équipe de France de gymnastique la médaille de bronze au concours général par équipes aux Jeux olympiques d'été de 1920 à Anvers. Il se classe quinzième du concours général individuel[3].
- Gaston Fery, né en 1900 à Longwy, remporte la médaille de bronze du relais 4 x 400 mètres[3].
- Le Vauquois, aviso de classe Arras de la Marine nationale française en service de 1920 à 1940, prend son nom du village Lorrain lieu d'une bataille de la Première Guerre mondiale, la guerre des mines[4]. Il est coulé non loin du Conquet par une mine dérivante larguée par la Luftwaffe tout à la fin de la campagne de France, durant la Seconde Guerre mondiale[5].
- Création de la Ligue lorraine de football, organe fédéral dépendant de la Fédération française de football et chargé d'organiser les compétitions de football au niveau de la Lorraine.
- Début de la construction de l'église Saint-Rémy de Bantheville, bâtie entre 1920 et 1924 sur l'emplacement de l'ancienne église qui avait été construite en 1744 et détruite pendant la Première Guerre mondiale.
- Fondation :
  - de l'Entente sportive thaonnaise[6].
  - de la Société d’histoire et d’archéologie de la Lorraine- Section de Saint-Avold[7].
- Pol Chevalier est élu sénateur de la Meuse.
- Paul Doumer, président de la commission sénatoriale d'Alsace-Lorraine[8].
- Henri Collin[9] est élu sénateur du département de la Moselle.

- 11 janvier : Henri Michaut est élu sénateur de Meurthe-et-Moselle[10].
- 15 janvier : Thionville est décorée de la Légion d'honneur : « Par son héroïque résistance à l'invasion ennemie en 1792, 1814-1815, 1870, a bien mérité de la patrie. Inébranlablement fidèle à la France pendant quarante-huit années d'asservissement et de souffrances. »
- 16 mai : le pape Benoît XV canonise Jeanne d'Arc, Jeanne la Lorraine[11],[12].
- 24 juin : grand rassemblement sur la colline inspirée « divin promontoire au pied duquel sont venus déferler les hordes germaniques » pour fêter le retour de l'Alsace Moselle dans la "mère patrie". Maurice Barrès prononce un discours en présence des évêques de Metz, Nancy, Saint-Dié, Strasbourg et Verdun[11].
- 3 juillet : la croix de guerre pour le conflit de 1914-1918 est décernée par décret à Badonviller[13].
- 21 juillet : Philippe Thys s'impose à Metz lors de la 13ème étape du tour de France[14]. Le départ avait été donné à Strasbourg.
- 23 juillet : le tour de France repart de Metz en direction de Dunkerque.
- 30 juillet : Bar-le-Duc est citée à l'ordre de l'Armée : « Ville de l'arrière front de Verdun, centre militaire important, qui a été de ce fait exposé aux bombardements répétés de l'aviation ennemie, particulièrement en 1916 et 1917. Malgré les pertes subies, a toujours fait preuve du plus beau sang-froid et d'un patriotisme ardent. »[15].
- 22 août : le maréchal Pétain pose la première pierre de l'Ossuaire de Douaumont[12].
- 12 au 26 septembre : premier congrès des jeunes de France à Nancy. « Manifestations d‘art, auditions musicales, tables rondes animent Nancy et s’adressent aux artistes d’un territoire allant d’un grand Est élargi jusqu'à Paris. On attend Jean Cocteau qui publie déjà depuis le début du siècle, le compositeur et pianiste Erik Satie »[16].
- 10 novembre : Auguste Thin désigne le soldat inconnu qui repose sous l'arc de triomphe[2]

## Inscriptions ou classement aux titre des monuments historiques
- En Meurthe-et-Moselle : Maison des Sept-Péchés-capitaux à Pont-à-Mousson[17]
- En Meuse : Église Saint-Nicolas de Marville[18]; Abbaye Saint-Vanne de Verdun[19]; Centre mondial de la paix à Verdun[20]

## Naissances

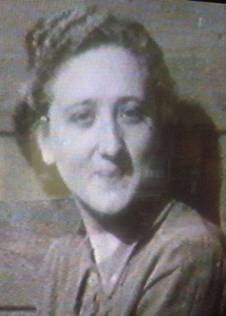
Margot Durrmeyer en 1945

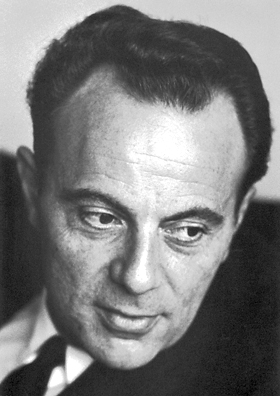
François Jacob

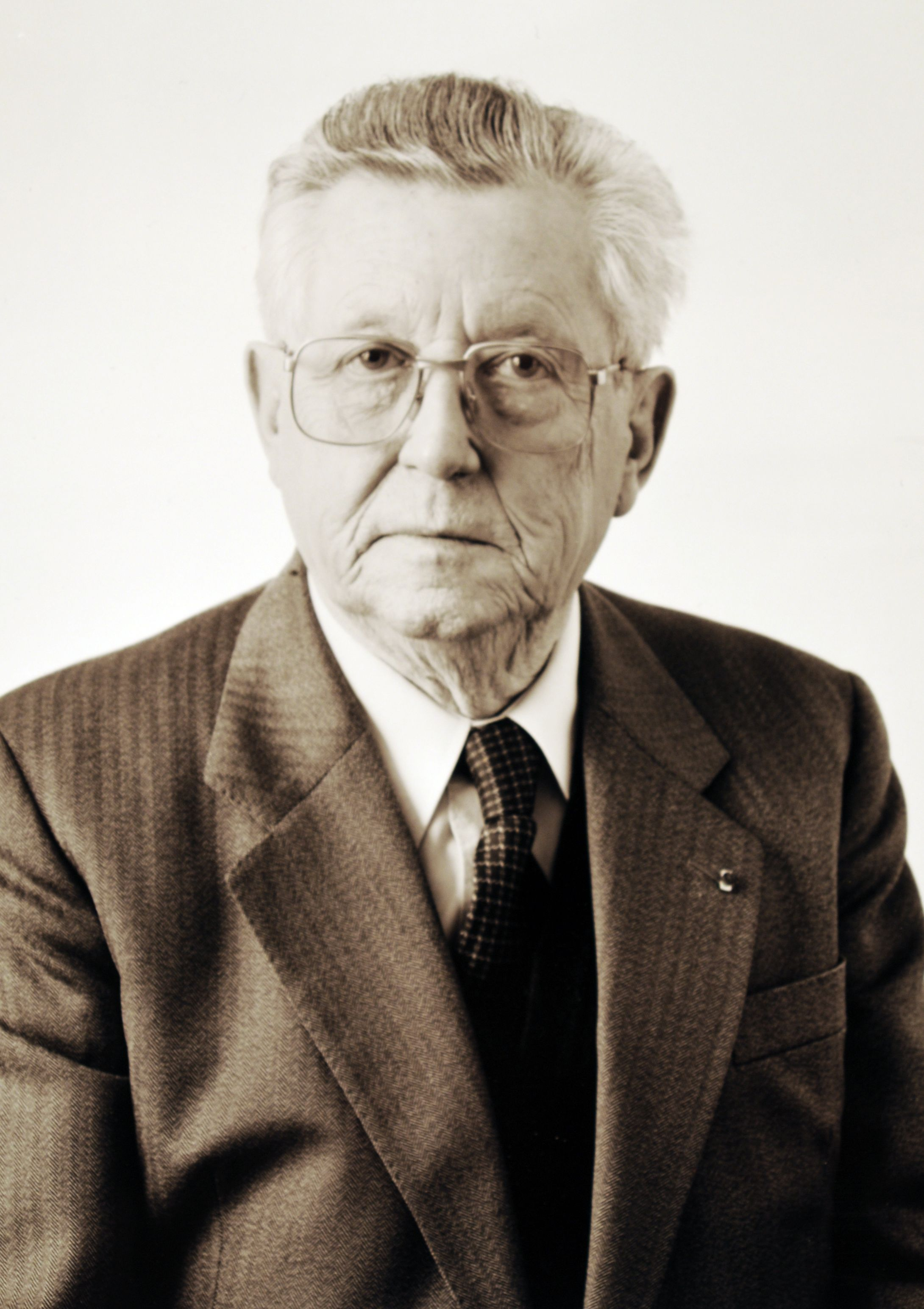
Théo Braun.

- 6 janvier à Dun-sur-Meuse dans la Meuse : Ipoustéguy, de son vrai nom Jean-Robert, mort le 8 février 2006 à Doulcon (Meuse), sculpteur et peintre français.
- 10 janvier
  - à Hagondange : Margot Durrmeyer, morte le 2 décembre 2005 à Metz, est une militante des Jeunesses communistes[21], résistante, un des principaux membres du « groupe Mario », déportée, membre militante de la Fédération nationale des déportés et internés résistants et patriotes[22].
  - à Nancy : Georges Marchal, mort le 28 novembre 1997 à Maurens (Dordogne), est un acteur français.
- 12 janvier :
  - à Beausite : Maurice Géminel, mort le 4 novembre 2013 à Paris 5e[23], officier français de la Seconde Guerre mondiale, lieutenant du Jedburgh Bunny.
  - à Lunéville : André Drapp, mort le 14 novembre 2008 à Vézelise[24],[25] , catcheur français. Il était surnommé le « Lion de Lorraine »[26] et figure parmi les vedettes du culturisme et du catch français des années 1950 à 1970[27].
- 9 février :
  - à Metz : Jean Fèvre, Compagnon de la Libération. Il est mort pour la France en avril 1945 à la tête de sa section.
  - à Moulins-lès-Metz : Henri Berrang, mort le 12 octobre 1982 à Pierrelatte (Drôme)[28], homme politique français.
- 24 février à Haplemont : Guy Desnoyers, curé d'Uruffe.
- 5 mars à Nancy : Bruno (Nicolas-Victor) Condé est un spéléologue et zoologiste français, mort le 11 février 2004 à Nancy.
- 17 mars à Metz : Jacqueline Roman, née Jacqueline Fleurette Friedlaender[29] , morte le 6 juin 1981 à New York[30], actrice française.
- 13 avril à Metz : Marthe Cohn, née Marthe Hoffnung, résistante française. De confession juive, elle servit d'agent de renseignement pour la France, en Allemagne, peu de temps avant la capitulation du Troisième Reich. Elle relate son expérience dans une autobiographie.
- 15 avril à Metz : Alfred Tinsel, peintre figuratif français de la seconde moitié du XXe siècle.
- 20 avril à Waldwisse : Michel Mertz, ancien membre des services secrets français passé dans le milieu du trafic de drogue, a fait parler de lui dans le cadre d'une théorie alternative de l'assassinat de John F. Kennedy.
- 12 mai à Sainte-Menehould : Bernard de Bigault du Granrut, mort le 16 août 2009 aux Islettes (Meuse)[31], avocat de droit des sociétés et de droit pénal des affaires, ancien bâtonnier du barreau de Paris.
- 18 mai à Metz : Simone Mayer, née Bloch, médecin français. Elle a été professeur d'hématologie à la faculté de médecine de Strasbourg et directrice du Centre régional de transfusion sanguine (CRTS) de Strasbourg.
- 2 juin à Maizières-lès-Metz : Maurice Quentin, mort le 19 avril 2013 à Colpo[32], coureur cycliste français. Il a notamment remporté une étape du Tour de France 1953.
- 5 juin à  Pont-à-Mousson : Madeleine Gans, née David , morte le 18 avril 2018[33] à Saint-Rémy-lès-Chevreuse[34], généticienne française principalement connue pour ses travaux sur la génétique du développement de la drosophile.
- 8 juin à Metzervisse : Charles Liché, né Charles Lichtenstein[35] à Metzervisse ou à Metz[36] , mort à Paris, dans le 7e arrondissement le 23 juillet 2001[37], survivant français de la Shoah, rabbin des Déportés de France à partir de 1995. Il reçoit le titre de rabbin à titre honorifique, car il n'a suivi ni formation rabbinique ni années d'études en yechiva.
- 15 juin à Metz : Jean-Nicolas Muller, décédé le 1er février 1973 à Strasbourg[38], professeur en chirurgie français. Dirigeant de football, il fut président du Racing Club de Strasbourg de 1962 à 1972.
- 17 juin à Nancy : François Jacob[39] le 20 avril 2013[40],[41], chercheur en biologie français. En 1965, il est récompensé du prix Nobel de physiologie ou médecine. Il est chancelier de l'Ordre de la Libération de 2007 à 2011.
- 27 juin à Moriville : André Poirson, mort le 30 octobre 2003 à Saint-Jorioz, peintre et sculpteur français.
- 9 juillet à Metz : Robert Chauvin, aviateur français de la Seconde Guerre mondiale. Français libre, il rejoignit les Forces aériennes françaises libres[42] en juillet 1940 et fut porté disparu en mission le 31 août 1942.
- 26 juillet à Verdun : Robert Richet, mort le 4 octobre 1977 à Boulogne-Billancourt, homme politique français.
- 12 août à Verdun : Michel Rufin, mort le 27 mars 2002 à Verdun, homme politique français.
- 2 septembre à Vitry-sur-Orne : Catherine d'Etchéa (également orthographié Detchéa ; née Marie Catherine Michel l, morte le 2 mars 2007 à Limoges[43]) écrivaine française, lauréate du premier prix du Livre Inter décerné en 1975.
- 7 septembre à Nancy : Claude Rolland, de son vrai nom Roland Cratelet, décédé en 1993 à Vence, compositeur et pianiste accompagnateur français.
- 20 septembre à Freyming-Merlebach : Édouard Przybylski, mort le 26 mai 1993 à Embrun dans les Hautes-Alpes, marin français, combattant des Forces navales françaises libres pendant la Seconde Guerre mondiale.
- 21 septembre à Maxey-sur-Meuse : Gilbert Henry, mort à La Baule-Escoublac le 1er février 2013[44], général de l'armée française, grand officier de la Légion d'honneur[45], qui participa à la Seconde Guerre mondiale et à plusieurs autres conflits internationaux.
- 11 octobre à Metz : Victor Nigon, mort le 5 juillet 2015 à Saint-Christol (Vaucluse)[46], biologiste, zoologiste français, spécialiste de l'étude des nématodes, et professeur de biologie et de génétique à la faculté des sciences de Lyon.
- 24 octobre à Rombas : Théo Braun, décédé le 2 mai 1994 à Mijas[47] dans la province de Malaga en Espagne, syndicaliste, banquier et homme politique français.
- 14 décembre à Metz : Guy Herlory, mort le 14 janvier 2013, homme politique français, membre du Front national.
- 15 septembre à Grosbliederstroff : Jean Herly, mort le 17 novembre 1998 à Bonn, diplomate français.
- 28 novembre à Montigny-lès-Metz : René Bour[48], historien régionaliste français.
- 14 décembre à Metz : Guy Herlory, mort le 14 janvier 2013 à Saint-Malo[49], homme politique français, membre du Front national.
- 27 décembre à Saint-Louis-lès-Bitche : Étienne Hinsberger, homme politique français décédé le 28 mai 2008 .

## Décès

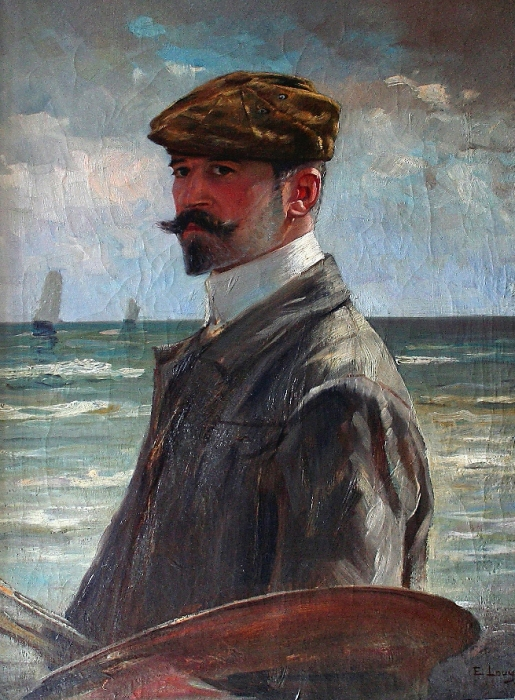
Edmond Louyot - Autoportrait.

- 17 janvier à La Lobe, commune d’Arry : Edmond Louyot, né le 15 novembre 1861 à La Lobe, commune d’Arry, peintre lorrain[50]. Spécialiste des scènes de genre et des paysages, il fit carrière en Allemagne et décède dans son village natal redevenu français après le Traité de Versailles.
- 10 juin à Nancy[51] : Jules Larcher, né à Choloy le 26 mai 1849,  peintre français.
- 7 octobre à Nancy : Achille Marie Gaston Floquet, né le 15 décembre 1847 à, mathématicien français.
- 22 décembre à Nancy (Meurthe-et-Moselle) : Gustave Chapuis, homme politique français né le 12 janvier 1851 à Vitteaux (Côte-d'Or).